# Deinopis rodophthalma
Espèce
Deinopis rodophthalma est une espèce d'araignées aranéomorphes de la famille des Deinopidae.

## Distribution
Cette espèce est endémique du Rio Grande do Sul au Brésil,.

## Publication originale
- Mello-Leitão, 1939 : Algunos aracnidos de Sudamerica. Revista Chilena de Historia Natural, vol. 43, p. 169-176.